# Xã Arthur, Quận Cass, Bắc Dakota
Xã Arthur (tiếng Anh: Arthur Township) là một xã thuộc quận Cass, tiểu bang Bắc Dakota, Hoa Kỳ. Năm 2010, dân số của xã này là 78 người.